# Louis Joseph Charles Amable d’Albert de Luynes

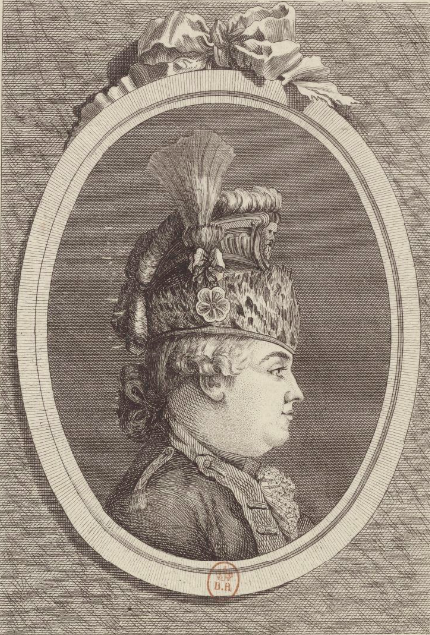
Louis-Joseph-Charles-Amable d'Albert de Luynes als Colonel-géneral der Dragoner

Louis Joseph Charles Amable d’Albert de Luynes (* 4. November 1748 in Paris; † 13. Mai 1807 ebenda), Herzog von Luynes, war ein französischer Politiker und Militär. Obwohl er Aristokrat war, schloss er sich anlässlich der verfassungsgebenden Nationalversammlung 1789 dem Dritten Stand an.

## Leben
Er wurde 1781 zum Maréchal de camp befördert und erhielt von 1783 bis 1790 die Stelle des Colonel général des Dragons übertragen.
1789 saß er den Ständen der Provinz Touraine vor. Der Adelsstand dieser Ballei hatte ihn am 28. März 1789 als ihren Vertreter bei den Generalständen gewählt. Er war unter denen, die sich am 25. Juni dem Dritten Stand anschlossen und bei Abstimmungen mit der Mehrheit votierten. Er gab 1790 seinen Posten als Colonel Géneral der Dragoner auf und forderte von den Generälen, den Treueid der Beamten der Nationalversammlung abzulegen.
Trotz seiner Titel und seines großen Vermögens wanderte er nicht aus und zog sich stattdessen 1792 in sein Schloss von Dampierre zurück, wo er fernab der Politik bis zum Staatsstreich des 18. Brumaire VIII lebte. 1793 wurde er beim Komitee des Nationalkonvents anonym wegen Hehlerei angezeigt. Wegen fehlender Beweise und wegen seines hohen Ansehens wurden die Vorwürfe aber schnell fallen gelassen.
Am 29. Ventôse des Jahres VIII (20. März 1800) wurde er Mitglied des Generalrates des Départements Seine und später (25. November 1800) Bürgermeister des 9. Arrondissements von Paris. Er wurde am 1. September 1803 zum Mitglied des französischen Senats ernannt.
Am 2. Oktober 1803 wurde er Mitglied der Ehrenlegion; am 22. Mai 1804 Commandeur.
Louis-Joseph d’Albert de Luynes, duc de Luynes und duc de Chevreuse, comte de Montfort-l’Amaury, marquis de Dangeau, comte de Dunois und comte de Noyers, Baron de Bonnétable und Seigneur de Langeais, sénateur und pair de France, starb am 23. Mai 1807 in Paris. Er wurde zunächst im Pariser Panthéon beigesetzt. Später wurden seine sterblichen Überreste (auf seinen Wunsch hin) seiner Familie übergeben.

## Schriften
- L’Histoire… le cérémonial et les droits des Etats-généraux du royaume de France, où l’on a ajouté l’histoire des vains efforts qu’on a faits sous les règnes de Louis XIV et de Louis XV pour la convocation des Etats-généraux, s. l. 1789 (zwei Bände; Autor des zweiten Bandes ist der Abbé Jean-Louis Giraud Soulavie)
- Mémoire à la convention Nationale au sujet des domaines volés par le plus indigne favori de nos anciens tyrans, Paris an II (1794)